# Kristineberg
Kristineberg – powierzchniowa stacja sztokholmskiego metra, leży w Sztokholmie, w dzielnicy Kungsholmen, w Kristineberg. Na zielonej linii (T17, T18 i T19), między stacjami Alvik i Thorildsplan. Dziennie korzysta z niej około 5 100 osób.
Stacja znajduje się między Drottningholmsvägen a Hjalmar Söderbergs väg. Ma jedno wyjście na wysokości Nordenflychtsvägen. Stację otworzono 26 października 1952, składy jeździły wówczas na linii Hötorget-Vällingby. Ma jeden peron.
Na stacji można zobaczyć grupę brązowo-betonowych rzeźb Resande med djur (Podróżujący ze zwierzęciem) autorstwa Cariny Wallert z 1991.

## Czas przejazdu
| Linia | Stacja          | Czas przejazdu | Stacja                         | Czas przejazdu       |
| T17   | Åkeshov         | 10 min         | T-Centralen Gamla stan Slussen | 12 min 13 min 15 min |
| T17   | Skarpnäck       | 31 min         | T-Centralen Gamla stan Slussen | 12 min 13 min 15 min |
| T18   | Alvik           | 3 min          | T-Centralen Gamla stan Slussen | 12 min 13 min 15 min |
| T18   | Farsta strand   | 36 min         | T-Centralen Gamla stan Slussen | 12 min 13 min 15 min |
| T19   | Hässelby strand | 22 min         | T-Centralen Gamla stan Slussen | 12 min 13 min 15 min |
| T19   | Hagsätra        | 35 min         | T-Centralen Gamla stan Slussen | 12 min 13 min 15 min |

## Otoczenie
W najbliższym otoczeniu stacji znajdują się:
- Fredhällsparken
- Fredhällsbadet
- Kullskolan
- Stefansskolan
- Kristinebergs idrottsplats
- Kristinebergsparken